# Parque nacional del Delta del Salum
El Parque nacional del Delta del Salum (PNDS) es uno de los seis parques nacionales de Senegal -el segundo en extensión después del Niokolo-Koba, con una superficie de 76.000 hectáreas. El delta ha sido declarado Patrimonio de la Humanidad desde el año 2011.

## Ubicación
Se encuentra en el oeste de África, al norte del área costera de Gambia, y ocupa una parte importante del Delta del Sine-Salum, un laberinto de manglares.

## Historia
A la reserva se le concedió el estatus de parque nacional por Decreto N º 76-577, de 28 de mayo de 1976. Fue reconocido como Reserva de la Biosfera en 1980 y clasificada como un sitio Ramsar en 1984.
La candidatura de todo el delta para su inclusión en la lista del Patrimonio Mundial fue presentado a la UNESCO el 18 de noviembre de 2005.

## Fauna
Los mamíferos están poco representados, pero se pueden encontrar allí, no obstante, jabalíes, hienas manchadas (Crocuta crocuta), los antílopes jeroglíficos (Tragelaphus scriptus), cefalofos, manatíes y delfines, y algunos monos, especialmente patas, incluyendo colobo rojo (Procolobus badius).
Las aves pueden ser vistas por todo el parque, incluyendo el flamenco enano (Phoeniconaias menor de edad), el pelícano gris (Pelecanus rufescens), la garza goliat (Ardea goliath), la gaviota (Larus genei), canas (Larus cirrocephalus), charrán real (Thalasseus maximus) y la golondrina de mar (Hydroprogne caspia), la garza de cuello blanco (Egretta gularis), los cascos (Bagadais prionops plumatus), el ave de cola negra (Limosa limosa), el avoceta (Recurvirostra avosetta), así como miles de aves zancudas paleártico.
El parque es también una de las áreas más importantes de concentración de especies de peces (hasta 114) del país.